# Fernando Navarro
Pour les articles homonymes, voir Navarro (homonymie).
Fernando Navarro Corbacho, plus connu comme Fernando Navarro, né le 25 juin 1982 à Barcelone, est un footballeur espagnol. Il joue actuellement pour le Deportivo La Corogne. Il occupe le poste de défenseur latéral.

## Carrière
À l'âge de onze ans il rejoint La Masia, le centre de formation du FC Barcelone. Il est joueur du Barça pendant cinq ans, il est prêté à Albacete en 2004 et l'année suivante à Majorque et rejoint le Séville FC en juin 2008 pour la somme de 5,3 M€.
En juin 2015, il signe au Deportivo La Corogne.
Au niveau international, il a disputé une rencontre avec l'Espagne, et fait partie des 23 joueurs qui participent à l'Euro 2008.

## Palmarès

### En club
- FC Barcelone
  - Vainqueur du Championnat d'Espagne : 2005
- Séville FC
  - Vainqueur de la Coupe d'Espagne : 2010
  - Vainqueur de la Ligue Europa : 2014 et 2015

### En sélection
- Espagne
  - Vainqueur de l'Euro 2008